# Radhasoami satsang
Radhasoami Satsang és un moviment espiritual iniciat a Índia al segle xix per Seth Shiv Dayal Singh Ji Maharaj i que actualment té diverses ramificacions i més de 3 milions d'adeptes, distribuïts a Índia, Europa i Amèrica, principalment. La fe de Radhasoami també és coneguda amb el nom genèric de Sant Mat o “camí dels sants”. Usualment es diu que Radhasoami és una secta d'origen sikh. La filosofia d'aquest moviment pren elements del sikhisme i de l'hinduisme, principalment de la secta vaisnava. Aquesta filosofia fa èmfasi en la meditació i la necessitat d'un Gurú o mestre vivent que iniciï al deixeble en el Shabd Ioga i així, ho porti a la realització de Déu. Aquesta filosofia també critica l'obligació dels devots de fer donacions o contribucions econòmiques, critica la irrelevancia dels rituals i nega que sigui necessari un clergat o classe sacerdotal.

## Introducció
L'ensenyament més bàsic d'aquesta sendera espiritual és que tot jeu a l'interior de l'ésser, així mateix Déu. D'aquesta forma l'autoconeixement o coneixement del Ser és un dels principals tòpics de Radhasoami o Sant Mat.
La filosofia de Radhasoami fa especial èmfasi en la necessitat d'un mestre espiritual perquè el deixeble sigui iniciat en Surat Shabd Ioga i així pugui avançar ràpidament a través del camí espiritual.
La iniciació consisteix que el mestre espiritual o gurú (també anomenat Maestro Vivent) dona a l'iniciat un mantra o simram i li dona instruccions en certes tècniques de meditació.
Per ser iniciat, també és necessari que el deixeble sigui vegetarià i tingui una vida sexual “apropiada”, és a dir, que viva en celibat en cas de ser solter o que s'abstingui de l'adulteri si és casat. Se'ls demana als candidats a inciarse que primer busquin en altres filosofies abans de ser iniciats en Sant Mat, per a fi que una vegada iniciats, ja no tinguin inquietuds intel·lectuals.

## Cosmogonia
Després de tenir el seu "Sunn Samadhi", Déu - anomenat per Seth Shiv Dayal Singh Ji Maharaj "Radhasoami" creo el so i va manifestar les quatre regions superiors. La regió superior és la trucada Nirmal Chaytania Desh o en català «la regió dinàmica de pau». En aquesta regió s'allotgen també els planetes espirituals més elevats. Aquests planetes estan saturats per la benaurança de Déu. Per la seva banda, el mal o "Kal" és una manifestació de Radhasoami, Déu. Kal creo les regions Tercera i Segona. En aquesta Tercera Regió predomina l'esperit, no obstant això, en la Segona, predomina la matèria. Finalment, a la Primera Regió, també creada per Kal, predomina l'esperit i la matèria units. En aquesta regió habitem els éssers humans i solo es vaig poder accedir a les regions superiors a través de la gràcia d'un Sant Satguru, segons aquest sistema filosòfic.

## Altres conceptes importants
Per comprendre millor la filosofia i pràctiques espirituals de Radhasoami Satsang resulta primordial conèixer els següents conceptes. Alguns d'ells són importats de l'Hinduisme i uns altres provinents del mateix o del sijismo han estat deliberadament adaptats.
- Satguru o Sant Satguru: És la manifestació del Ser Suprem en la forma humana, encarnat per a benefici dels seus deixebles. Ell els inicia en la ciència del Ioga mitjançant un Nam o Nom. En iniciar als seus deixebles, el Guru o Maestro Vivent presa tot el Karma dels seus deixebles i els guia per al seu alliberament o salvació.

- Surat o Ànima: Surat o l'ànima és indivisible i comparteix moltes de les qualitats del ser suprem. Durant la creació va baixar de les regions superiors i es va barrejar amb la ment i la matèria i es va identificar amb Maya o la "il·lusió". En aquest estat, es diu "Jiva" o consciència individual i està subjecta al naixement i mort, dualitat i la il·lusió. És només a través de la gràcia del Gurú que aquesta pot alliberar-se.

- Shabd o Shabad: És el so diví intern i etern, la primera manifestació del Ser suprem o Radhasoami. Aquest so no és diferent a Déu. Est és només audible a cau d'orella del devot mitjançant la repetició del Nom o "Nam" dau al deixeble pel Gurú durant la iniciació.

- Surat Shabd Ioga És la principal pràctica espiritual dels creients. La pràctica d'aquest tipus de Ioga constitueix el principal vehicle perquè els devots se salvin, i cal que el Guru o Maestro Vivent els de la iniciació i un Nam o nom per repetir-ho durant la meditació yoguíca.

- Bhakti o Devoció: La devoció al Gurú facilita la meditació i per tant, la salvació final.

- Cerimònies i Rituals: La religió de Radhasoami Satsang no té majors rituals ni cerimònies. No aprecien les peregrinacions, ni l'adoració a ídols, plantes o arbres. Tampoc tenen una escriptura sagrada. No prenen als Vedas en compte i solo fan alguna referència a aquests i a altres escriptures.

## Escriptures sagrades
Els adherents a la fe de Radhasoami no tenen un Cànon (religió) de llibres sagrats. Si bé tenen en comú l'Adi Granth, que comparteixen amb els sikhs, Shiv Dayal Singh, el seu fundador va emfatitzar que no era necessari reverenciar a cap escriptura sagrada. Dayal Singh creia que els vedes eren escriptures que provenien de "la tercera regió", i que per tant no tenien caràcter de infal·libles o suprems i que per la seva banda, l'Adi Granth (també anomenat pels sikhs "Guru Granth" o "Adi Granth") no hauria de ser pres com un guru, tal com els sijs ho tenen.

## Principals sectes
Existeixen diverses sectes de Radhasoami Satsang o Sant Mat. Les principals són: Radha Soami Satsang Beas, Radha Soami Satsang, Dinod, Kirpal Singh Mission i la Ciència de l'Esperit. Cadascuna de les sectes té el seu propi llinatge de gurúes, encara que tots inicien amb Seth Shiv Dayal Singh Ji Maharaj, qui va ser el fundador d'aquest moviment espiritual.

## Llinatges

### Radha Soami Satsang Beas
- Seth Shiv Dayal Singh Ji Maharaj
- Baba Jaimal Singh
- Baba Sawan Singh
- Sardar Bahadur Maharaj Jagat Singh
- Hazur Maharaj Charan Singh
- Baba Gurinder Singh Dhillon[4]

### Radha Soami Satsang, Dinod
- Seth Shiv Dayal Singh Ji Maharaj
- Rai Bahadur Saligram Sahib
- Shiv Brat Lal Verman
- Ram Singh
- Tarachand
- Tarachand
- Kanwar Singh